# Stavverk

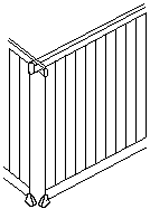
Stavverk ovanpå en stengrund.

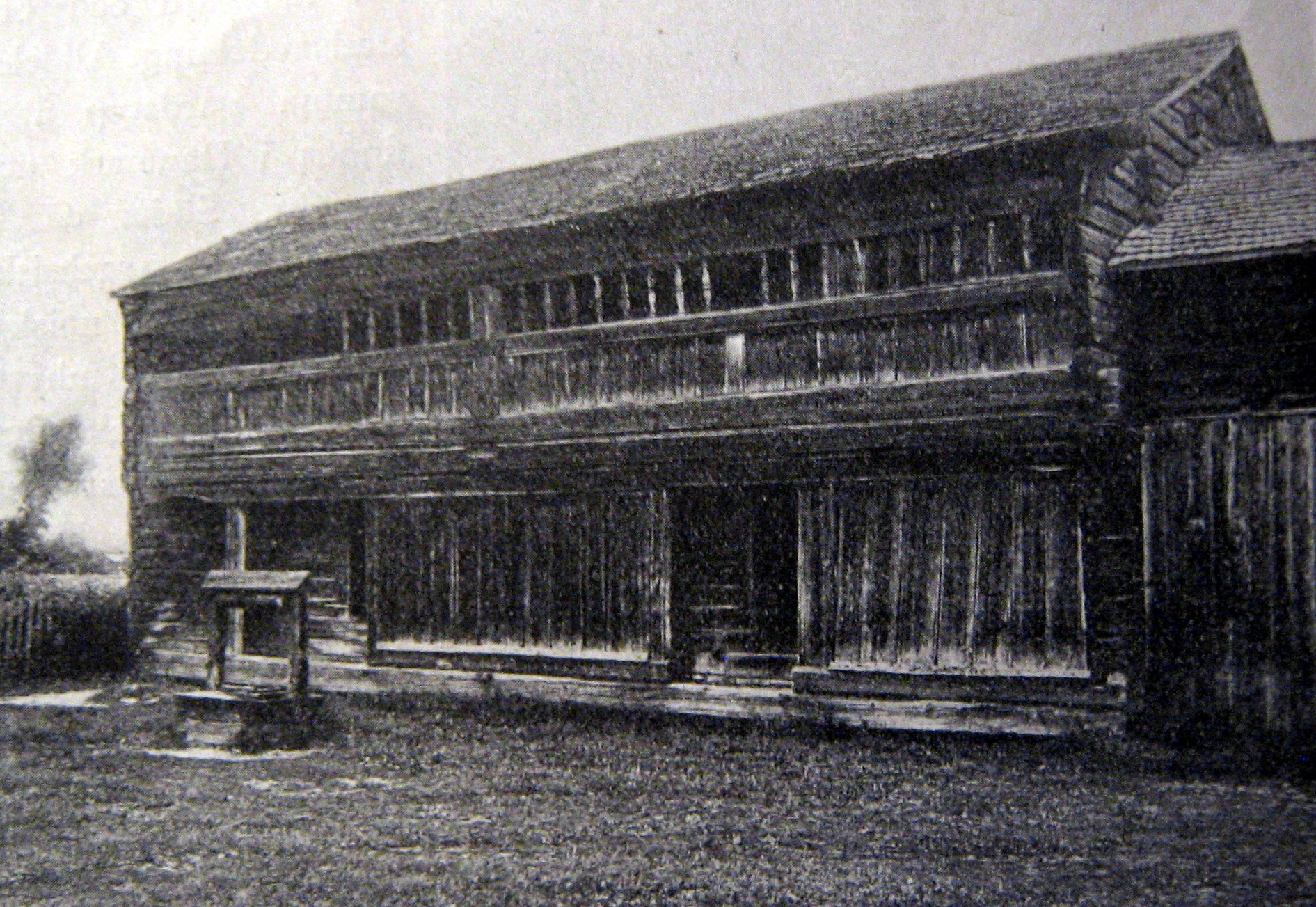
Loftbod i knuttimring, med delar av loftgången i stavverkskonstruktion. Från Nås i Dalarna.

Stavverk är en historisk träbyggnadsteknik där stående väggplankor fogas in i en ram bestående av syll, stolpar och väggband. Tekniken är främst känd genom att de egentliga stavkyrkorna är uppförda på detta sätt.
I äldre stavverkskonstruktioner saknas syllkonstruktionen och stolparna grävdes ned direkt i ett väggdike. I denna konstruktion är tekniken känd från Egypten under 2000-talet f. Kr., och känd bland annat från Hedeby. De flesta arkeologiskt belagda svenska stavkyrkorna är byggda i denna teknik. Under tidig medeltid introduceras tekniken med syllar, som är den vanligaste i norska stavkyrkor.
Begreppet stolpteknik (stolpkyrka, stolpbyggnad, etc) har använts parallellt med begreppet stavverk, främst eftersom språkbruket varit olika i Danmark, Sverige och Norge. I Danmark och Sverige benämndes länge väggplankor som stavar, vilket var ett medeltida begrepp som betyder stolpe. Begreppet kom sedermera ur bruk. I Norge används begreppet stav fortfarande för att beteckna en stolpe. Vanligtvis används därför begreppet stolpteknik för att beteckna en byggnad vars takbärande, lodräta stolpar förankrats i hål i marken, medan en byggnad vars stolpar och väggplank står på en trä- eller stensyll ovan mark vanligen anses vara byggd i stavverk.
Stolparna står på en ram av fotträ som vilar på en stengrund. Syllarna knutas samman i hörnen och stolpen som står ovanpå hörnknuten har urtagna spår för att sluta tätt an mot fotträna. På ovansidan av fotträna finns en not som väggplankorna står i. Dessa är även sinsemellan sammanfogade med not och fjäder på samma sätt som en modern träpanel. Väggplankorna pressas samman genom att den sista (mittersta) plankan görs avsmalnande från den övre till den nedre ändan och slås i som en kil. Överst avslutas väggen av ett väggband, en bjälke med not på undersidan som håller den övre änden av väggplankorna på plats. På detta sätt utgör väggbanden en ram i horisontalplanet som motsvarar syllramen nere, medan syllar, hörnstolpar och bjälkar utgör en vertikal ram för varje väggdel.
På väggbanden vilar takstolarna. De takbärande sparrarna är infogade i väggbanden. Under dessa och förbundet med dem står två korsade undersparrar eller saxsparrar i en något flackare vinkel. Under knutpunkten för saxsparrarna ligger en vågrät hanbjälke som låser hela takstolen samman till ett styvt fackverk. Mellan huvudsparrarnas nedre ändar är det insatt självvuxna knän för stöd i sidled,  dymlade till sparrar och väggband. Ytterligare styvhet i längdriktningen ger åsarna som är nedfällda i sparrarna, en ryggås och ett eller flera par sidoåsar. På dessa är takplankorna fästade. 
Till skillnad från tidigare metoder förlängs byggnadens livslängd avsevärt genom stenfundamentet. Detta är stavkyrkans mest utvecklade form. Det är emellertid ett öppet spörsmål om stolpkyrkornas begränsade livslängd var orsaken till att de ersattes av kyrkor i stavverk eller om det fanns andra orsaker. En del äldre virke som finns i vissa stavkyrkor antas vara återanvänt från tidigare stolpkyrkor, till exempel i Urnes stavkyrka i Luster.
Av de medeltida byggnader som har stående virke i bärande konstruktioner är det bara kyrkorna i stavverk, som har överlevt in i vår tid.  Stavverk förekommer dock som delar av konstruktionen i äldre knuttimrade loftbodar, vanligast i västra Värmland och Dalarna.